# Comitatul Grant, Washington
Comitatul Grant, conform originalului din engleză,  Grant  County, este unul din cele 39 comitate ale statului american  Washington.  Fondat în 1909, comitatul are ca sediu localitatea  Ephrata.

## Demografie
|  | Graficele sunt indisponibile din cauza unor probleme tehnice. Mai multe informații se găsesc la Phabricator și la wiki-ul MediaWiki. |

Date: Wikidata - grafică realizată de Wikipedia